# Заріччя (Гвардійський міський округ)
Заріччя (рос. Заречье) — селище Гвардійського міського округу, Калінінградської області Росії. Входить до складу Озерковського сільського поселення.
Населення — 354 особи (2015 рік).

## Населення
| 2002 | 2010 |
| ---- | ---- |
| 353  | ↗354 |